# Taylor Swift

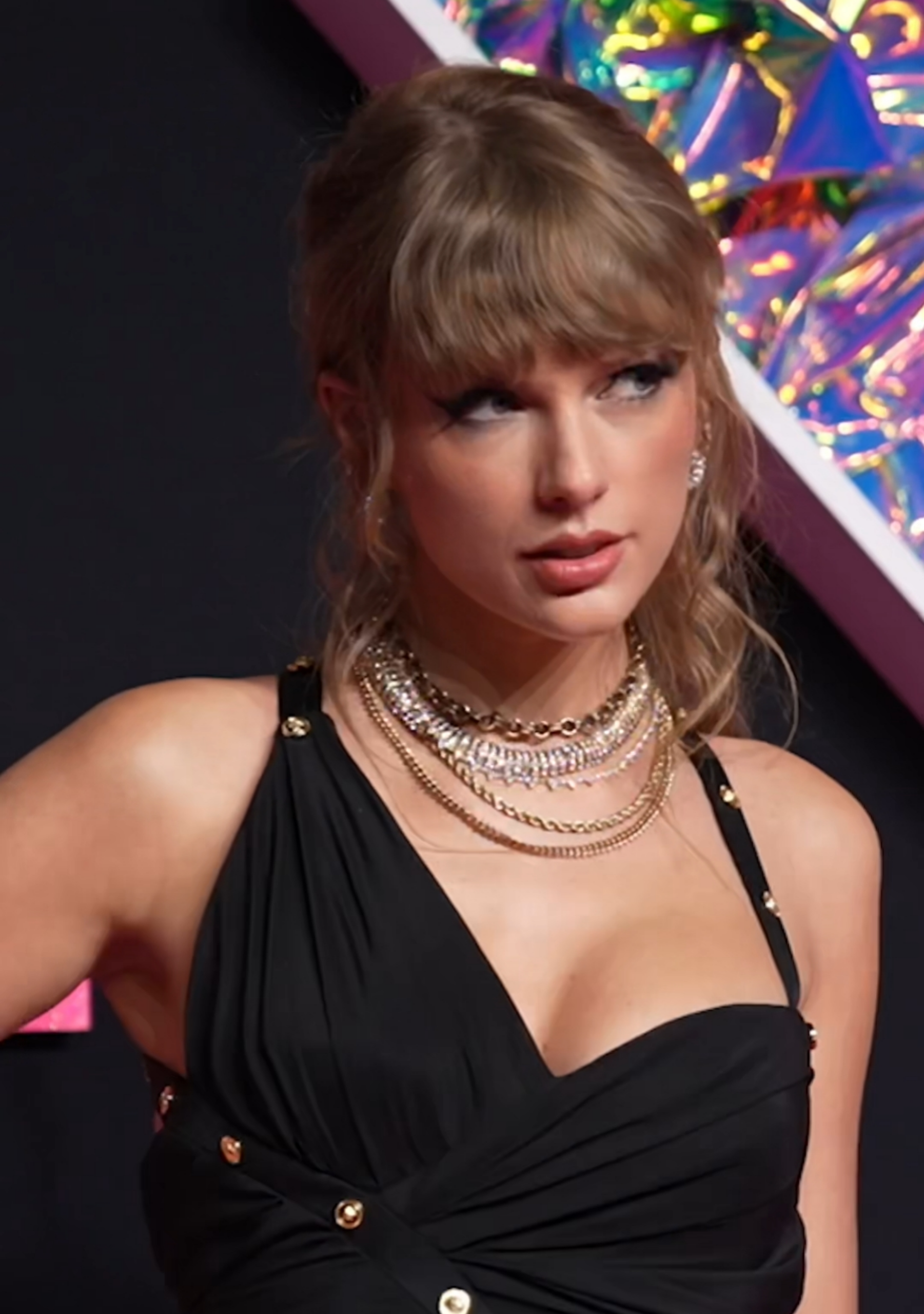
Taylor Swift, 2023

Taylor Alison Swift (* 13. Dezember 1989 in Reading, Pennsylvania) ist eine US-amerikanische Pop- und Country-Sängerin, Gitarristin, Songwriterin, Musikproduzentin und Schauspielerin. Sie verkaufte mehr als 200 Millionen Tonträger und gehört zu den kommerziell erfolgreichsten Musikern.
Swift begann im Alter von 14 Jahren mit dem Schreiben von Texten. Um Country-Musikerin zu werden, zog sie im selben Alter nach Nashville. 2004 unterzeichnete sie einen Songwriting-Vertrag bei Sony/ATV Music Publishing und 2005 einen Plattenvertrag bei Big Machine Records. Ihr Debütalbum Taylor Swift machte sie 2006 zur ersten Country-Sängerin, die an einem mit Platin ausgezeichneten US-Album mitgeschrieben hat.
Swifts nächste Alben, Fearless (2008) und Speak Now (2010), sind im Country-Pop angesiedelt, wobei auf dem Album Speak Now auch Rockelemente erkennbar sind. Die auf Fearless enthaltenen Stücke Love Story und You Belong with Me waren die ersten Country-Songs, die sowohl die Country- als auch die Pop-Airplay- bzw. Hot-100-Airplay-Charts anführten und Swift schlagartig berühmt machten.
Auf dem 2012 erschienenen Album Red, das ihren ersten Nummer-eins-Song der Billboard Hot 100, We Are Never Ever Getting Back Together, enthielt, experimentierte sie mit elektronischen Stilen. Mit ihrem 2014 veröffentlichten fünften Studioalbum 1989 hatte sie das Country-Genre gänzlich verlassen; die darauf enthaltenen Synthiepop-Songs Shake It Off, Blank Space und Bad Blood wurden Chartstürmer. Die Aufmerksamkeit der Medien inspirierte ihr Hip-Hop-geprägtes Album Reputation (2017), aus dem die Nummer-eins-Single Look What You Made Me Do hervorging. Swift verließ den Musikverlag Big Machine, unterschrieb 2018 bei Republic Records und veröffentlichte 2019 ihr siebtes Studioalbum Lover, gefolgt von der im folgenden Jahr erschienenen autobiografischen Dokumentation Miss Americana.
Während der COVID-19-Pandemie veröffentlichte Swift die Indie-Folk- und Alternative-Rock-Alben Folklore und Evermore, deren Lead-Singles Cardigan und Willow die Hot 100 Singles Sales anführten. Nach einem Streit mit Big Machine Records nahm sie vier der sechs von ihren dort erschienenen Alben neu auf und veröffentlichte sie zwischen 2021 und 2023 mit dem Namenszusatz Taylor’s Version. Dabei wurde ihre überarbeitete Version von All Too Well mit einer Dauer von 10:13 Minuten zum längsten Nummer-1-Hit der Hot-100-Chartgeschichte.
Ihr zehntes Studioalbum Midnights erschien 2022, brach mehrere Streaming-Rekorde und war ihr fünftes Album, das sich in den USA über eine Million Mal verkaufte, was bis dahin niemandem gelungen war. Es enthält ihren neunten Nummer-eins-Hit Anti-Hero. Swift hat bei den Musikfilmen Folklore: The Long Pond Studio Sessions und All Too Well: The Short Film Regie geführt und in anderen Filmen Nebenrollen gespielt. Swift ist eine Fürsprecherin für die Rechte von Musikern.

## Leben
Taylor Swift wurde 1989 in Reading, Pennsylvania in eine Familie der oberen Mittelschicht aus Wyomissing geboren. Sie wurde nach dem US-amerikanischen Musiker James Taylor benannt, mit dem sie mittlerweile auch gemeinsam musiziert hat. Ihre Mutter Andrea Gardner Finlay war zunächst leitende Angestellte im Marketingbereich und später Hausfrau. Ihr Vater Scott Kingsley Swift ist Vermögensberater bei Merrill Lynch. Ihr jüngerer Bruder ist der Schauspieler Austin Swift.
Einer ihrer Urururgroßväter stammte aus Niedersachsen aus dem Ort Menslage im Osnabrücker Land, ergab eine Recherche einer Genealogin.
Swifts Eltern betrieben auch eine Baumschule für Weihnachtsbäume. Ihre Großmutter mütterlicherseits, Marjorie Finlay, war Opernsängerin und inspirierte Swift in ihrer frühen musikalischen Karriere. Swift widmete ihr auf ihrem neunten Studioalbum – evermore – das Lied marjorie. Auf dem vorherigen Album folklore sang sie in epiphany unter anderem über die Kriegstraumata ihres Großvaters Dean, der im Zweiten Weltkrieg im Kampf gegen Japan eingesetzt worden war.
Swift besuchte den Kindergarten und die Vorschule der Alvernia Montessori School, bis sie zur The Wyndcroft School in Pottstown wechselte. Als ihre Familie in eine Vorstadt von Wyomissing zog, besuchte sie die örtliche High School. Später zog ihre Familie nach Hendersonville in Tennessee, um näher an Nashville, dem Zentrum der Country-Musik, zu sein. Dort besuchte sie ebenfalls die örtliche High School, wechselte mit 15 Jahren in den Fernunterricht und erhielt so ihren Schulabschluss.
Swift hörte in ihrer Kindheit besonders Country-Musik von Künstlerinnen wie LeAnn Rimes, Patsy Cline, Dolly Parton, den Dixie Chicks und Shania Twain. Im Alter von neun Jahren nahm sie Musik- und Gesangsunterricht in New York City. Mit zehn Jahren begann Swift an Karaokewettbewerben teilzunehmen und bei Festivals und Messen als Sängerin aufzutreten.
Dafür schrieb sie bereits eigene Songs. Mit elf Jahren versuchte sie, in Nashville bei verschiedenen Plattenlabels einen Vertrag zu erhalten. Mit zwölf Jahren lernte sie, Gitarre zu spielen. Nach zahlreichen Besuchen in Nashville gelang es ihr, einen Development Deal bei RCA Records zu erwerben. Mit 14 Jahren unterschrieb sie einen Vertrag bei Sony/ATV als Songwriterin und wurde später bei einem Auftritt im Bluebird Café von Scott Borchetta entdeckt, der sie für sein neues Plattenlabel Big Machine Records verpflichtete.
2010 war Swift, nach den Dreharbeiten von Valentinstag, für einige Monate mit Taylor Lautner liiert. Von 2015 bis 2016 führte Swift eine Beziehung mit Calvin Harris. Sie schrieb seinen Song This Is What You Came For unter dem Pseudonym Nils Sjöberg. Ab 2016 war sie mit dem britischen Schauspieler Joe Alwyn zusammen, laut Medien soll sich das Paar 2023 getrennt haben. Im Mai 2022 wurde Swift die Ehrendoktorwürde der New York University (NYU) verliehen. Seit 2023 ist sie mit Travis Kelce, einem Football-Spieler und dreifachen Super-Bowl-Sieger der Kansas City Chiefs, liiert.
2024 tauchte Swift erstmals in der The World’s Billionaires-Liste von Forbes auf. Mit einem Vermögen von 1,6 Milliarden US-Dollar (April 2025) gehört Swift zu den 3000 vermögendsten Personen der Welt. Ihr Vermögen umfasst fast 600 Millionen Dollar aus Tantiemen und Tourneen sowie Urheberrechte an ihrer Musik in Höhe von schätzungsweise 600 Millionen Dollar und etwa 125 Millionen Dollar an Immobilienbesitz.

## Künstlerischer Werdegang

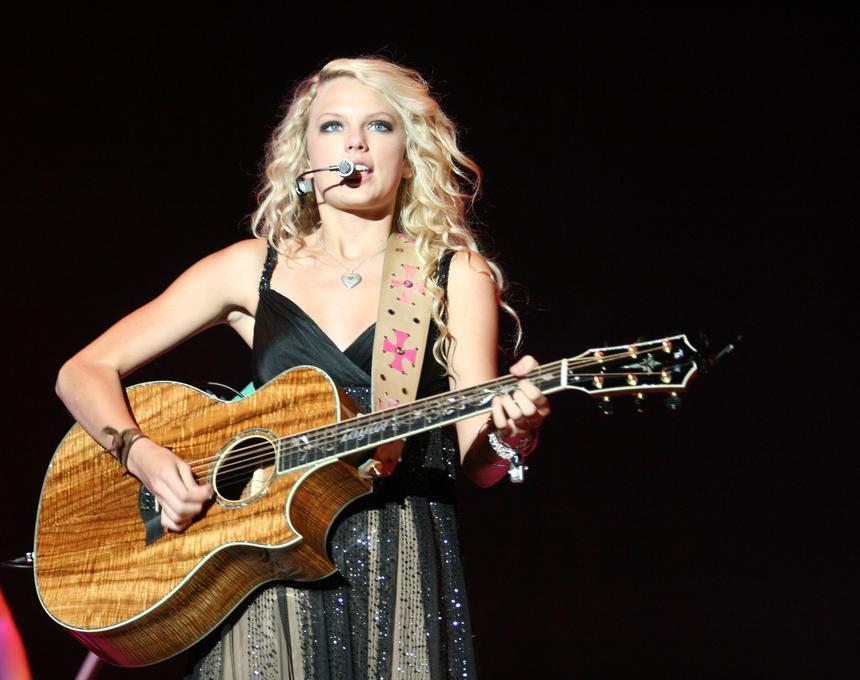
Taylor Swift, 2007

### 2006–2012:Taylor Swift,Fearless,Speak NowundRed– Anfänge mit Country

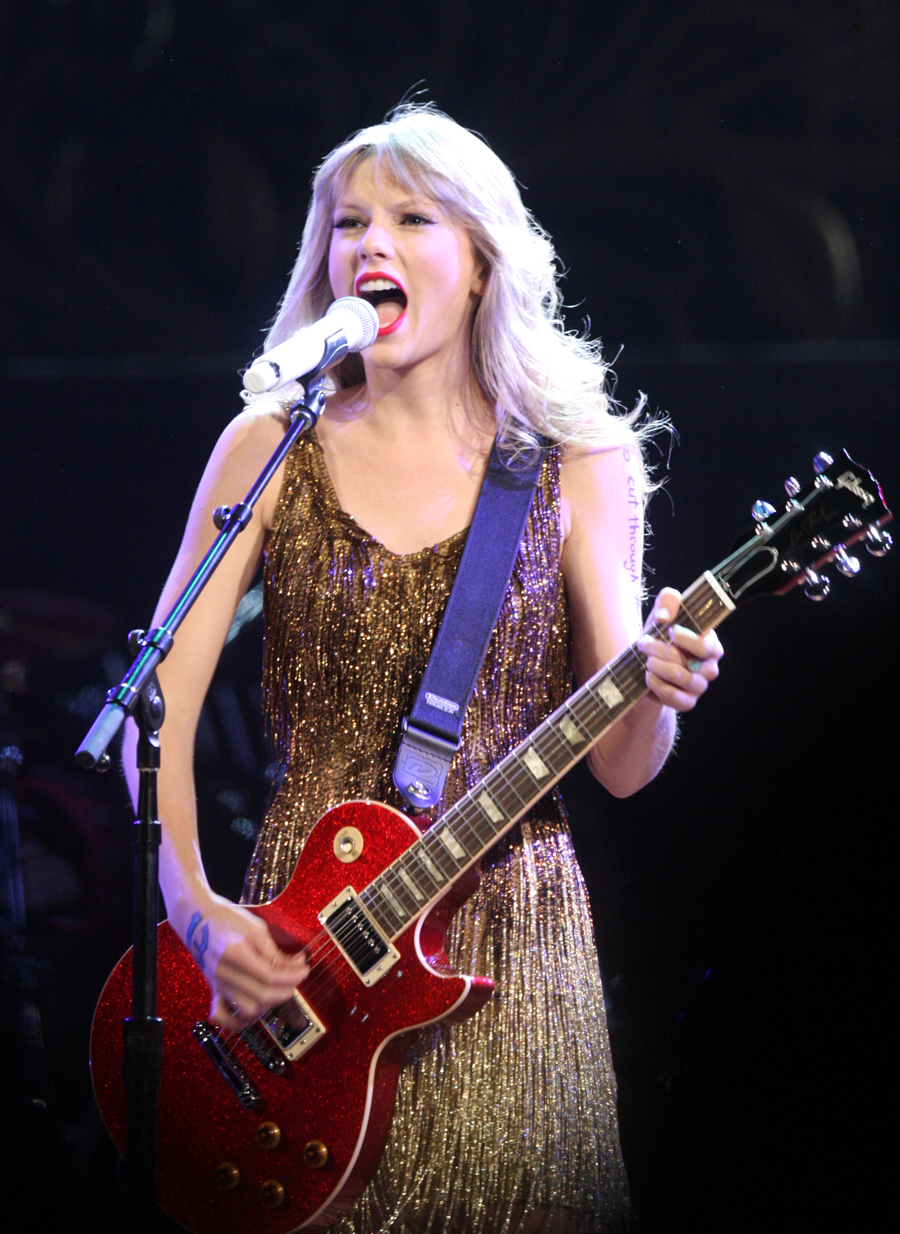
Taylor Swift, 2012

2006 veröffentlichte Swift ihre Debütsingle Tim McGraw, die Platz sechs in den amerikanischen Country-Charts erreichte. Ihr Debütalbum Taylor Swift wurde im Oktober desselben Jahres veröffentlicht und belegte Platz fünf der Billboard 200. Es wurde von der RIAA mit Fünffach-Platin ausgezeichnet. Aus dem Album erreichten vier Singles die Top Ten der US-Country-Charts; in den Billboard Hot 100 kamen drei der Singles in die Top 40. Alle Songs auf diesem Album hat Swift entweder selbst geschrieben oder sie wurden von ihr mitverfasst.
Im November 2008 veröffentlichte sie ihr zweites Album Fearless, das die Albumcharts mit Unterbrechungen elf Wochen lang anführte. Kein anderes Album seit dem Jahr 2000 konnte diesen Spitzenplatz länger behaupten, und es war in den Vereinigten Staaten das meistverkaufte Album des Jahres 2009. Anfang Februar 2009 wurde die Single Love Story aus dem Album Fearless mit rund 2,7 Millionen Einheiten zum Country-Song mit den meisten bezahlten Downloads. Im September 2009 konnte ihr Titel You Belong with Me den ersten Platz der Country-Charts erreichen.
2010 gewann sie den People’s Choice Award in der Kategorie Beste Künstlerin. Bei den Grammy Awards 2010 erhielt sie vier Auszeichnungen. Im Februar 2010 führte ihre Fearless Tour durch fünf Städte Australiens, bei der die Country-Band Gloriana im Vorprogramm auftrat. Swifts drittes Album Speak Now, das im Oktober 2010 veröffentlicht wurde, verkaufte sich in den USA innerhalb der ersten Woche mehr als eine Million Mal. Die Songs des Albums entstanden in Arkansas, New York City, Boston und Nashville und wurden von ihr selbst geschrieben. Als Co-Produzent trat Nathan Chapman auf, der bereits an Swifts ersten beiden Alben mitgewirkt hatte. Die erste Singleauskopplung des Albums war Mine; es folgten Back to December, Mean, The Story of Us, Sparks Fly und Ours. Für Mean wurde sie mit zwei Grammys ausgezeichnet.

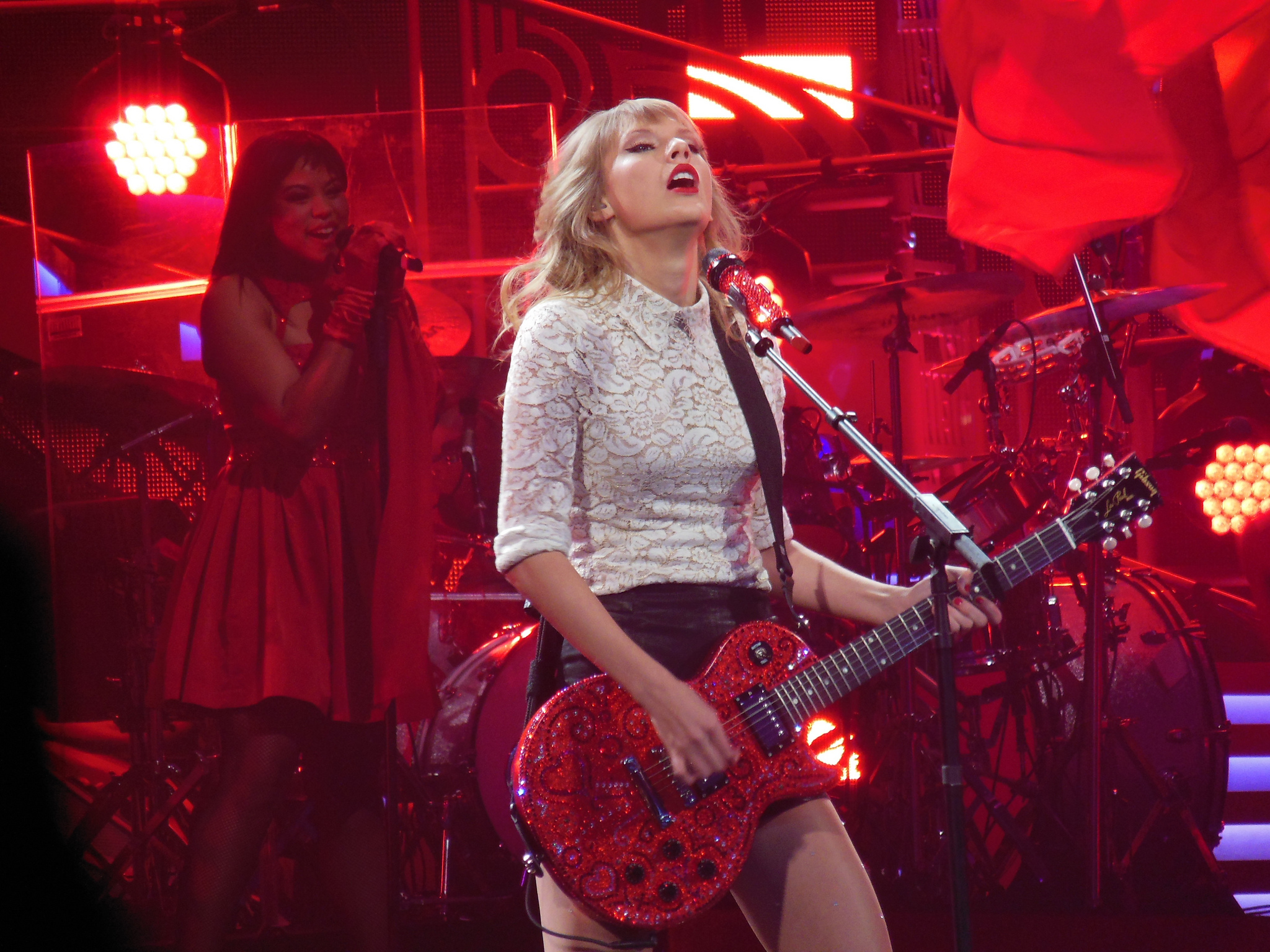
Taylor Swift, 2013

Ihr viertes Studioalbum Red erschien im Oktober 2012 und wurde von Nathan Chapman produziert. Die erste Single aus diesem Album war We Are Never Ever Getting Back Together, die zum ersten Nummer-eins-Hit für Swift in den USA wurde. Als zweite Single wurde Begin Again veröffentlicht. Die dritte Single I Knew You Were Trouble konnte sich in Deutschland in den Top 10 platzieren, in Großbritannien und in den USA erreichte sie Platz zwei. Die Single verkaufte sich in den USA mehr als drei Millionen Mal. Als vierte Singleauskopplung folgte 22. Das Album verkaufte sich mehr als sechs Millionen Mal. Swift, die 2011 mit Einnahmen von über 35 Millionen US-Dollar weltweit die kommerziell erfolgreichste Musikerin war, spielt eine akustische Westerngitarre der kalifornischen Firma Taylor Guitars aus dem Holz der Koa-Akazie.

### 2014–2019:1989,ReputationundLover– Wechsel zur Popmusik

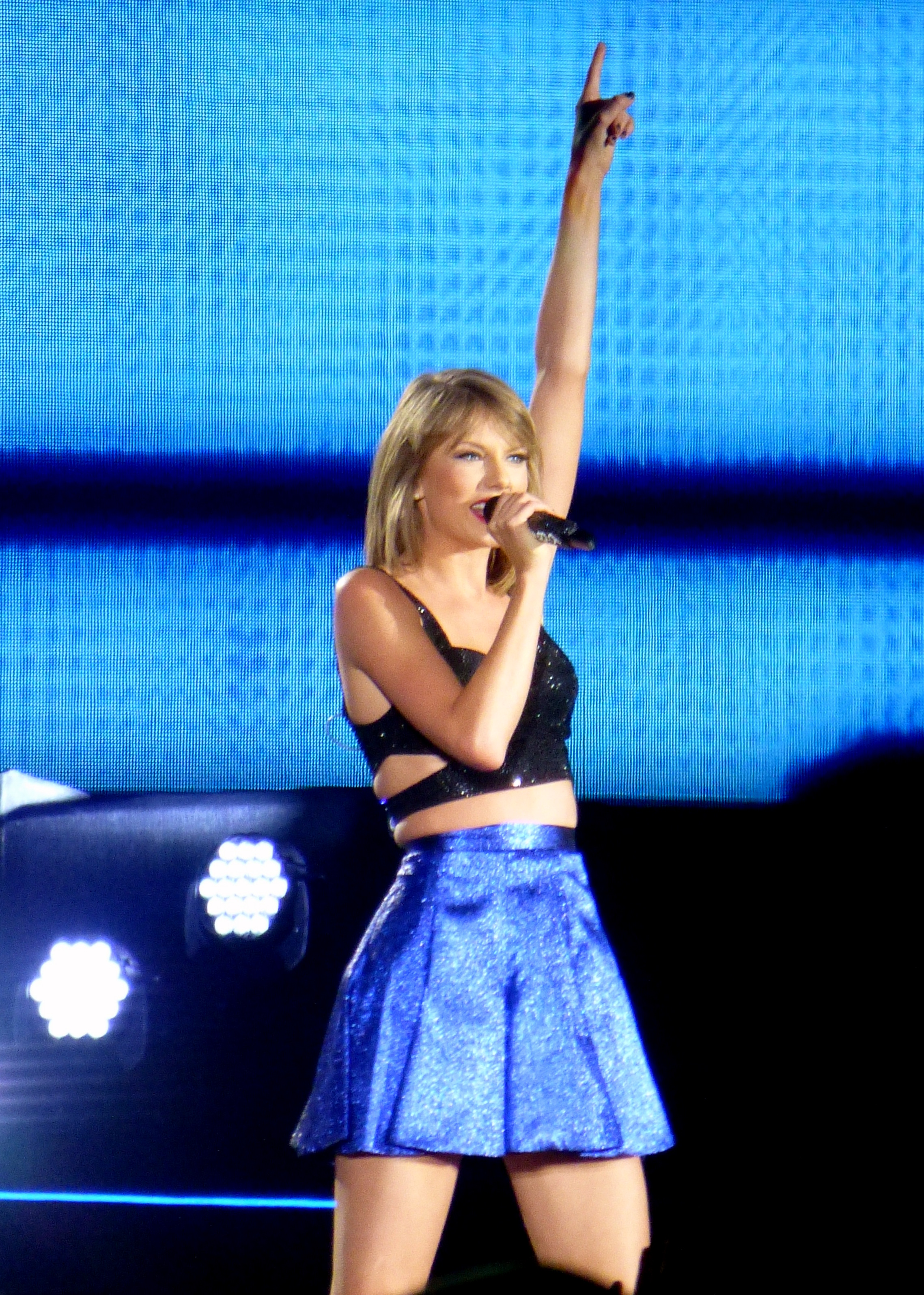
Taylor Swift, 2015

Im Oktober 2014 veröffentlichte Universal Music ihr fünftes Studioalbum mit dem Titel 1989, das sie unter anderem zusammen mit Max Martin, Shellback, Ryan Tedder, Jack Antonoff, Nathan Chapman, Imogen Heap und Greg Kurstin wieder bei Big Machine Records produziert hatte. Der Name des Albums bezieht sich auf Swifts Geburtsjahr. Mit dem Album wandte sich die Sängerin erstmals von Country in Richtung Pop. Einen ersten Ausblick auf die neue Stilrichtung des Albums gab sie im August 2014 mit der Veröffentlichung der Single Shake It Off und im Rahmen eines Live-Streaming-Events aus New York City und der Veröffentlichung des Musikvideos zur Single. Diese wurde zu Swifts zweitem US-Nummer-eins-Hit. Die zweite Single Blank Space wurde im November als Musikdownload und in Deutschland im Januar 2015 als CD veröffentlicht; es gelang der Künstlerin zum dritten Mal der Sprung an die Spitze der US-amerikanischen Charts. Als weitere Singles des Albums wurden im Februar Style, im Mai Bad Blood und im August Wildest Dreams ausgekoppelt. Bad Blood avancierte dabei in einer zusammen mit Rapper Kendrick Lamar vorgetragenen Version zu Swifts viertem Nummer-eins-Hit. Im Januar 2016 wurde Out of the Woods und im Februar New Romantics als Single ausgekoppelt.
Ihr sechstes Studioalbum Reputation erschien im November 2017. Die erste Singleauskopplung Look What You Made Me Do wurde vorab im August 2017 veröffentlicht und stieg in die Top 10 der deutschen, österreichischen und Schweizer Singlecharts ein. In den britischen Singlecharts und in den Billboard Hot 100 gelang ihr mit diesem Song ein Nummer-eins-Erfolg. Als zweite Auskopplung folgte …Ready for It? Swift fungierte zusammen mit Jack Antonoff, Max Martin und Shellback als Produzentin. In dem Song End Game kollaborierte sie mit dem Rapper Future und dem Sänger Ed Sheeran.

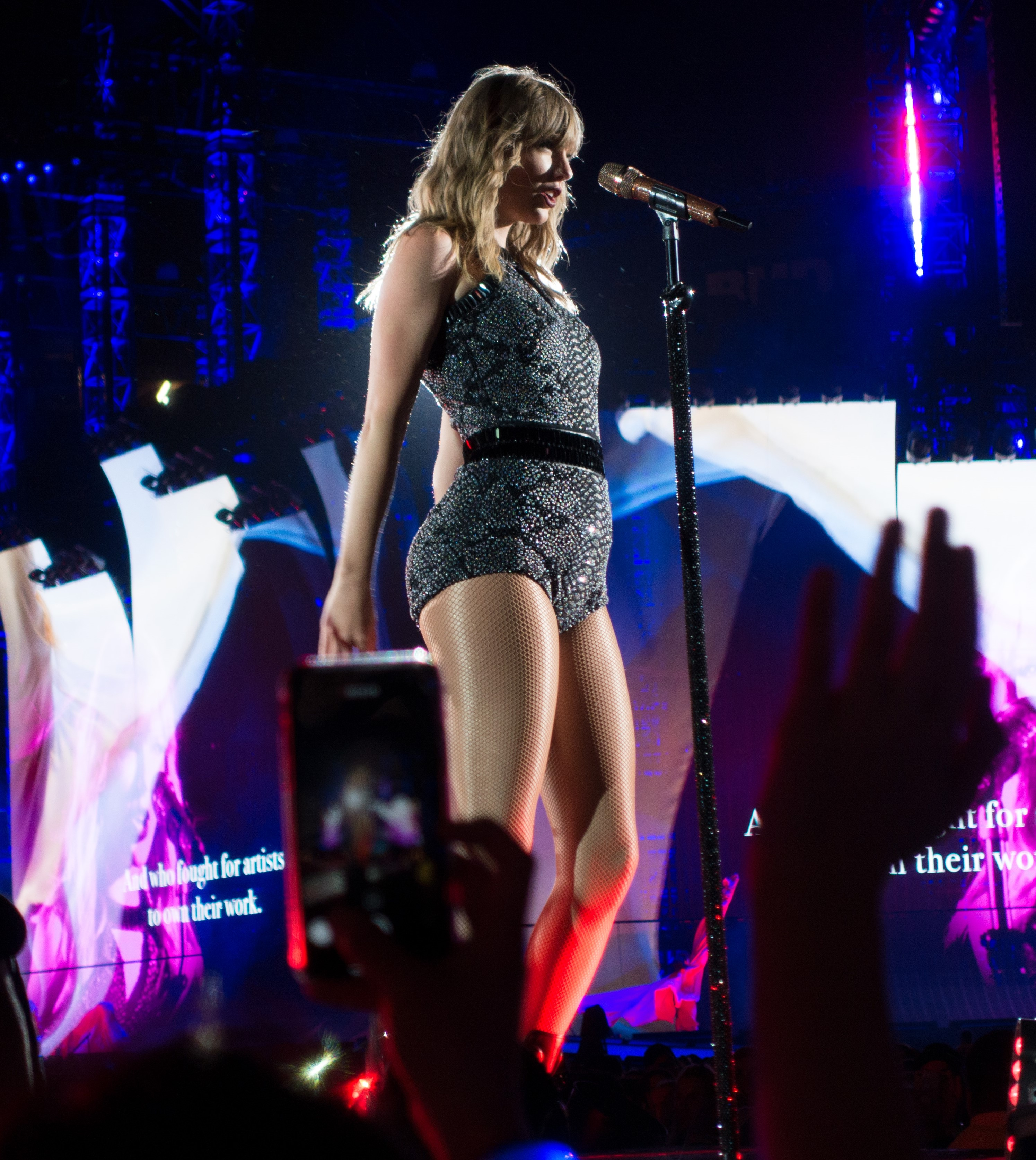
Taylor Swift, 2018

Auf der Tour zu ihrem sechsten Studioalbum Reputation, der Reputation Stadium Tour, spielte sie 345,5 Millionen US-Dollar ein und hatte während ihren 53 Shows 2,88 Millionen Zuschauer. Die Tour erzielte den Rekord für die höchsten Einnahmen einer US-Tour.
Nachdem Swift ME! (feat. Brendon Urie) als erste Vorab-Singleauskopplung von ihrem siebten Studioalbum Lover im April 2019 veröffentlicht hatte, zeigte sie mit der zweiten Vorab-Singleauskopplung You Need to Calm Down ihre Unterstützung für die LGBT-Community. Das Lied wurde dazu passend während des Pride Months veröffentlicht. In dem Musikvideo traten Prominente wie Katy Perry, Ellen DeGeneres und Adam Lambert auf. Das zugehörige Studioalbum – veröffentlicht durch Republic Records – erschien nach der Veröffentlichung der Promo-Singleauskopplung The Archer und der dritten Vorab-Singleauskopplung Lover im August 2019. Nach der Veröffentlichung des Albums wurde The Man als vierte und vorerst letzte Singleauskopplung im Frühjahr 2020 veröffentlicht. Im zugehörigen Musikvideo spielte Swift die im Lied beschriebene Identität Swifts als Mann.

### 2020:FolkloreundEvermore– Neuausrichtung zu Indie und Folk
Wegen der COVID-19-Pandemie wurden Swifts Auftritte in den Vereinigten Staaten und Brasilien bis 2021 verschoben. Im Mai 2020 wurden Aufnahmen von ihrem City-of-Lover-Konzert aus dem Jahr 2019 auf ABC ausgestrahlt. Sie veröffentlichte auch die Liveversionen der Lover-Lieder, die sie bei diesem Konzert gesungen hatte. Im Juni 2020 wirkte sie bei YouTubes Livestream Dear Class of 2020 mit.
Im Juli 2020 erschien ihr achtes Studioalbum Folklore. Damit und mit der Single Cardigan war sie die erste Künstlerin, die in derselben Woche auf Rang eins der Billboard 200 und der Hot 100 einsteigen konnte. Im März 2021 gewann sie mit Folklore die Auszeichnung Album of the Year bei den Grammy Awards.
2020 wurde nach der Premiere beim Sundance Festival auf Netflix die Dokumentation Taylor Swift: Miss Americana (Miss Americana) veröffentlicht.
Im Dezember 2020 erschien mit Evermore ihr neuntes Studioalbum. Ebenso wie beim Vorgängeralbum hatte sie alle Songs während der Covid-19-Pandemie in Selbstisolation geschrieben. Bereits zum zweiten Mal gelang es ihr, mit einem Album und einer Single gleichzeitig auf Platz 1 der US-Charts zu debütieren; der Song Willow positionierte sich ebenso wie das Album umgehend an der Chartspitze.

### Seit 2021: Neueinspielung der Alben bei Big Machine Records (Taylor’s Version)
“For years I asked, pleaded for a chance to own my work. Instead I was given an opportunity to sign back up to Big Machine Records and ‘earn’ one album back at a time, one for every new one I turned in. I walked away because I knew once I signed that contract, Scott Borchetta would sell the label, thereby selling me and my future. I had to make the excruciating choice to leave behind my past. Music I wrote on my bedroom floor and videos I dreamed up and paid for from the money I earned playing in bars, then clubs, then arenas, then stadiums.”

„Jahrelang habe ich um eine Chance gebeten und gefleht, meine Arbeit zu besitzen. Stattdessen wurde mir die Möglichkeit gegeben, wieder bei Big Machine Records zu unterschreiben und mir ein Album nach dem anderen „zurückzuverdienen“, eines für jedes neue, das ich einreiche. Ich lehnte ab, weil ich wusste, dass Scott Borchetta, sobald ich den Vertrag unterschrieben hatte, das Label und damit mich und meine Zukunft verkaufen würde. Ich musste die unerträgliche Entscheidung treffen, meine Vergangenheit hinter mir zu lassen. Musik, die ich auf dem Boden meines Schlafzimmers schrieb, und Videos, die ich mir ausdachte und mit dem Geld bezahlte, das ich verdiente, indem ich in Bars, dann in Clubs, dann in Arenen und dann in Stadien spielte.“

Im Juli 2019 kaufte Scooter Braun das Musiklabel Big Machine Records, das die Master-Aufnahmen der ersten sechs Studioalben von Taylor Swift besaß. The Wall Street Journal schätzte den Verkaufspreis auf 300 Millionen US-Dollar. Swift bereue es, mit 15 den Vertrag mit Big Machine Records unterschrieben zu haben. Sie habe seit Jahren versucht, die Master-Rechte zu erwerben. Big Machine habe allerdings darauf bestanden, dass sie dafür sechs weitere Alben unter Big Machine veröffentlichen müsse. Ihr sei außerdem bis zur öffentlichen Bekanntgebung nicht bekannt gewesen, dass Scooter Braun der Käufer sein würde. Unter anderem wegen Brauns enger Zusammenarbeit mit Kanye West bezeichnete Swift ihn als „Tyrann“ und diese Situation als ihren „schlimmsten Albtraum“. 2016 hatte West in seinem Lied Famous darauf angespielt, für Swifts Erfolg verantwortlich zu sein, indem er sang: „Ich habe das Gefühl, dass Taylor und ich immer noch Sex haben könnten. Warum? Ich habe diese Schlampe berühmt gemacht“ (original “I feel like me and Taylor might still have sex. Why? I made that bitch famous”). Diese und weitere Kontroversen führten zu einer öffentlichen Hetze gegen Swift, die ein einjähriges Verschwinden von Swift zur Folge hatte und ihr sechstes Studioalbum Reputation (2017) inspirierte. Der damalige Big-Machine-Besitzer Scott Borchetta widersprach Swifts Anschuldigungen. Er habe ihr bezüglich des Verkaufs an Braun am Vortag eine Nachricht gesendet und sie hätte großzügige Chancen gehabt, die Master-Rechte zu erwerben.
Da Big Machine Records nur die Rechte an den Master-Recordings, aber nicht die an den Songs selbst hielt, kündigte Swift im August 2019 an, ihre vergangenen Alben neu aufzunehmen. Ihre neuen Werke sind mit dem Namenszusatz Taylor’s Version versehen und werden auch kollektiv als Taylor’s Version oder Taylor Swift’s Re-Recordings bezeichnet. In einem öffentlichen Brief erklärt Swift ihre Intention folgendermaßen:

“I’ve spoken a lot about why I’m remaking my first six albums, but the way I’ve chosen to do this will hopefully illuminate where I’m coming from. Artists should own their own work for so many reasons, but the most screamingly obvious one is that the artist is the only one who really *knows* that body of work.”

„Ich habe schon oft darüber gesprochen, warum ich meine ersten sechs Alben neu aufnehme, aber die Art und Weise, wie ich dies tue, wird hoffentlich verdeutlichen, warum ich es tue. Künstler sollten aus vielen Gründen ihr eigenes Werk besitzen, aber der offensichtlichste Grund ist, dass der Künstler der Einzige ist, der das Werk wirklich kennt.“

Im April 2021 erschien hieraus Fearless (Taylor’s Version). Die „perfekt wirkende Eins-zu-eins-Kopie“ bezeichnet Andreas Borcholte als einen „Akt der künstlerischen Selbstermächtigung“. Zusätzlich zu den Neuaufnahmen ursprünglicher Songs, wurden sechs weitere Songs veröffentlicht. Bei diesen Songs – gekennzeichnet mit From The Vault – handelt es sich um Werke, die es aus verschiedenen Gründen nicht in das damalige Fearless-Album (2008) geschafft hatten.
Red (Taylor’s Version) wurde im November 2021 mit 30 Songs – anstelle der ursprünglichen 19 Songs aus Red (2012) – veröffentlicht. Zusammen mit einer überarbeiteten Version des Liedes All Too Well konnte Swift erneut zeitgleich mit einem Song und einem Album an der Spitze der US-Charts einsteigen. Mit der zehnminütigen Version von All Too Well brach Swift den vorherigen Rekord für das längste Lied, das es auf den ersten Platz der Billboard Hot 100 schaffte (zuvor gehalten von Don McLean mit American Pie). Zudem erschien ein zugehöriger Kurzfilm mit dem Titel All Too Well: The Short Film, mit dem Swift bei den MTV Video Music Awards 2022 in den Rubriken Video of the Year, Best Longform Video und Best Direction gewann.
Im Juli 2023 veröffentlichte Swift mit Speak Now (Taylor’s Version) die Neuaufnahme ihres Albums Speak Now (2010). In den zuvor unveröffentlichten From The Vault-Tracks Castles Crumbling und Electric Touch kollaborierte Swift gesanglich mit Hayley Williams, beziehungsweise Fall Out Boy. Am Folgetag wurde ein Musikvideo zu I Can See You auf der parallel laufenden The Eras Tour uraufgeführt, für das die US-amerikanischen Schauspieler Taylor Lautner, Joey King, Presley Cash und Swift persönlich, die auch eigenständig Regie führte, Teil der Besetzung waren.
Während eines Auftritts der The Eras Tour kündigte Swift 1989 (Taylor’s Version) für den Oktober 2023 an. Die Neuaufnahme beinhaltet mit 21 Liedern fünf zusätzliche Lieder, die es nicht in das 1989-Album (2014) geschafft haben.
Im November 2020 verkaufte Braun die Master-Rechte an Shamrock Capital. Swift schrieb: „Sobald wir die Kommunikation mit Shamrock aufgenommen hatten, erfuhr ich, dass Scooter Braun nach ihren Bedingungen noch viele Jahre lang von meinem alten Musikkatalog profitieren wird. Ich war hoffnungsvoll und offen für die Möglichkeit einer Partnerschaft mit Shamrock, aber die Beteiligung von Scooter ist für mich ein No-Go“ (original: “As soon as we started communication with Shamrock, I learned that under their terms Scooter Braun will continue to profit off my old musical catalog for many years. I was hopeful and open to the possibility of a partnership with Shamrock, but Scooter's participation is a non-starter for me”). Am 30. Mai 2025 gab Swift schließlich über ihre Website bekannt, die Rechte an den ursprünglichen Master-Recordings ihrer ersten sechs Alben nun zu fairen Bedingungen von Shamrock erworben zu haben.

### Seit 2022:MidnightsundThe Tortured Poets Department– Rückkehr zur Popmusik
Ihr zehntes Studioalbum Midnights erschien im Oktober 2022. Das Album enthält dreizehn Songs über schlaflose Nächte. Es hatte den besten Verkaufsstart in den USA seit 2017 und konnte in seiner ersten Woche über eine Million Verkäufe in den USA verzeichnen. Bei Charteintritt konnte Swift als erste Interpretin alle zehn Plätze der US-amerikanischen Top Ten der Singlecharts beanspruchen, wobei Anti-Hero ihr neunter Nummer-eins-Hit wurde. Damit gelang es ihr zum vierten Mal, mit einem Album und einem Lied gleichzeitig auf Platz eins einzusteigen. Außerdem war es ihr erstes Nummer-eins-Album in Deutschland.
Im November 2022 kündigte Swift mit der The Eras Tour ihre sechste Konzerttournee an. Bei einem Auftritt in Seattle registrierten Seismographen in der Metropolregion Seattle für Menschen nicht wahrnehmbare Erschütterungen der Erde, die die Fans („Swifties“) während des Konzertes verursachten. Nach nur 60 der über 150 Konzerte wurde die Tournee als erste Tournee eingestuft, die über eine Milliarde US-Dollar einnahm. 2023 erreichte sie mit dem Song Cruel Summer aus dem vier Jahre zuvor erschienenen Album Lover zum zehnten Mal die Spitze der amerikanischen Charts. Durch Swifts Darbietung des Liedes auf dem Konzertfilm Taylor Swift: The Eras Tour erhielt es einen Popularitätsschub. Direkt im Anschluss hatte sie mit dem Song Is It Over Now?, der als Bonustrack auf der neuaufgenommenen Version von 1989 enthalten ist, ihren elften Nummer-eins-Hit in den USA und löste sich selbst von der Chartspitze ab.
Bei den Grammy Awards 2024 gewann Swift in den Kategorien „Album of the Year“ und „Best Pop Vocal Album“ für Midnights. Somit hält sie mehr „Album of the Year“-Awards als jeder andere Künstler. In ihrer Dankesrede kündigte Swift ihr elftes Studioalbum The Tortured Poets Department an, das sie am 19. April 2024 veröffentlichte. Nach der Veröffentlichung konnte sie bereits zum zweiten Mal alle Plätze der US-amerikanischen Top Ten der Single-Charts besetzen (die ersten 14 Plätze gingen an Taylor Swift), die Leadsingle Fortnight wurde dabei ihr zwölfter Nummer-eins-Hit; zusammen mit dem Mutteralbum gelang ihr bereits zum fünften Mal ein gleichzeitiger Einstieg an der Chartspitze sowohl der Single- als auch der Albumcharts.
Im August 2025 gab sie im Podcast der Gebrüder Kelcey bekannt, dass im Oktober 2025 ein neues Album, The Life of a Showgirl erscheinen wird. Produziert wurde das Album von Max Martin und Shellback.

## Politik

### Politische Positionen
Von Milo Yiannopoulos und anderen Vertretern der politisch rechtsgerichteten Alt-Rights wurde Swift als Ikone verehrt. Andre Anglin, Autor des neonazistischen Blogs The Daily Stormer, bezeichnete die Sängerin als „reine arische Göttin“. Swift bezog dazu nicht direkt Stellung, sondern versuchte, die Beiträge löschen zu lassen. Daher wurde ihr damals vorgeworfen, sich nicht von Neonazis zu distanzieren. In einem späteren Interview mit Rolling Stone erklärte Swift “There’s literally nothing worse than white supremacy. It’s repulsive. There should be no place for it” („Es gibt buchstäblich nichts Schlimmeres als weiße Vorherrschaft. Sie ist abscheulich. Dafür sollte es keinen Platz geben“).
In einem Interview mit der Zeitschrift Time begründete Swift (damals 22-jährig) ihre Zurückhaltung in Sachen Politik damit, dass sie andere Menschen nicht beeinflussen wolle, solange sie noch nicht genug wisse, um den Leuten zu sagen, wen sie wählen sollen. Zudem fürchtete Swift, durch politisches Engagement in ähnliche Situationen wie die US-amerikanische Country-Band The Chicks im Frühjahr 2003 zu gelangen, als sich ein Band-Mitglied darüber äußerte, beschämt zu sein, weil der Präsident der Vereinigten Staaten (damals George W. Bush) ebenfalls aus Texas komme. Daraufhin erhielt die Band scharfe Kritik und wurde von zahlreichen Menschen der US-amerikanischen Bevölkerung boykottiert.
In der US-Wahl 2008 warb Swift für die Every-Woman-Counts-Kampagne, die das politische Engagement von Frauen stärken sollte. Zudem unterstützte sie die Time’s-Up-Bewegung gegen sexuellen Missbrauch. Doch auch in ihren Liedern verbreitet Swift feministische Werte: Mit ihrem Lied The Man kritisiert sie die Rollenbilder der jeweiligen Geschlechter, indem sie darüber singt, wie es wäre, ein Mann zu sein.

„I’d be a fearless leader,
I’d be an alpha type,
When everyone believes ya,
What’s that like?“

„Ich wäre ein furchtloser Anführer,
Ich wäre der Alpha-Typ,
Wenn dir alle glauben,
Wie ist das?“

In Champagne Problems aus dem Album Evermore bestärkt sie ihre Kritik, unter anderem mit den Versen “‘She would’ve made such a lovely bride, what a shame she’s fucked in her head’, they said” („Man sagte: ‚Sie wäre so eine schöne Braut gewesen. Eine Schande, dass sie nicht ganz richtig im Kopf ist‘“). Dabei geht sie auf die schlechte Nachrede anderer ein, nachdem die Protagonistin des Liedes – wider traditionelle Erwartungen – eine Ehe ablehnt. The Last Great American Dynasty handelt erneut über eine weibliche Protagonistin (genauer Rebekah Harkness), die zu Unrecht dafür negativ verurteilt worden sein soll, Freude zu haben und sich gegen gesellschaftliche Erwartungen (von ihr als Frau) zu verhalten. Nach der Veröffentlichung des Liedes All Too Well (10 Minute Version) (Taylor’s Version) [From The Vault], verkaufte Taylor Swift Schlüsselanhänger mit der Aufschrift F*ck The Patriarchy („Fick das Patriarchat“), einem Ausruf aus der zweiten Strophe des Liedes. In einem Interview im britischen Magazin The Guardian bekannte Swift sich Pro-Choice.
Mit You Need to Calm Down spricht sich Swift deutlich für die LGBTQIA+-Community aus. In der zweiten Strophe weist sie durch „Why are you mad when you could be GLAAD?“ („Weshalb bist du sauer, wenn du fröhlich sein könntest?“) auf die US-amerikanische Non-Profit-Organisation GLAAD hin, an die sie zuvor einen Geldbetrag spendete. GLAAD setzt sich öffentlich gegen Diskriminierung aufgrund von Geschlechtsidentität und sexueller Orientierung ein. Zudem spendete sie am 8. April 2019 113.000 US-Dollar an das pro-LGBTQIA+ Tennessee Equality Project. Geschlechterforscher sehen in Swift eine Vertreterin des Popfeminismus, die in ihren künstlerischen Werken für ein inklusives Weltbild und weibliche Emanzipation wirbt, zugleich aber den Logiken des Kapitalismus folgt.
Während der Black-Lives-Matter-Bewegung spendete Swift Geld an die Organisation NAACP Legal Defense and Educational Fund, Inc., die sich für afroamerikanische Menschen einsetzt.

### US-amerikanische Wahlen
2018 äußerte sich Swift erstmals zu den US-Wahlkämpfen. Swift wurde seither unter anderem durch innenpolitische Geschehnisse zu öffentlichen Stellungnahmen mobilisiert. Ihre Diskografie, ihr Name und ihr Abbild wurden außerdem mehrfach für den Wahlkampf instrumentalisiert.
2015 kritisierte der republikanische Sprecher des Repräsentantenhauses den damaligen US-Präsidenten Barack Obama in einem Artikel und verwendete dabei GIFs von Swift sowie Anspielungen auf ihre Diskografie. 2012 bezeichnete der Republikaner Donald Trump Swift öffentlich als „hervorragend“ (original „terrific“). Als Trump 2016 für vier Jahre zum 45. Präsidenten der Vereinigten Staaten gewählt wurde, geriet Swift zunehmend unter Kritik, sich nicht öffentlich zur Wahl geäußert zu haben. Bei den Halbzeitwahlen 2018 gab Swift ihre Unterstützung für die demokratischen Kandidaten Phil Bredesen und Jim Cooper in Tennessee bekannt und sorgte mit ihrem Wahlaufruf für einen kurzfristigen Anstieg der Wahlbeteiligung. Die Niederlage der demokratischen Kandidaten habe ihr Lied Only the Young inspiriert, das 2020 zusammen mit der Swift-Dokumentation Miss Americana erschien. Auf Swifts Aktivismus äußerte Trump, nun „Swifts Musik etwa 25 % weniger“ zu mögen (original “I like Taylor’s music about 25 % less now”).
2019 erklärte Swift, dass sie davon ausgehe, Trump würde das US-amerikanische Regierungssystem als Autokratie verstehen.
Im Vorfeld der Präsidentschaftswahl 2020 und im Zuge der Black-Lives-Matter-Bewegung adressierte Swift Trump nach seinem Appell für öffentliche Ruhe und seiner Drohung mit Gewalt. Swift schrieb: „Nachdem Sie während Ihrer gesamten Präsidentschaft das Feuer der weißen Vorherrschaft und des Rassismus geschürt haben, haben Sie die Nerven, moralische Überlegenheit vorzutäuschen, bevor Sie mit Gewalt drohen? […] Wir werden Sie im November abwählen“ (original “After stoking the fires of white supremacy and racism your entire presidency, you have the nerve to feign moral superiority before threatening violence? […] We will vote you out in November”). In einem Interview mit der Modezeitschrift V im Oktober 2020 gab Swift ihre Unterstützung für den demokratischen, 46. US-Präsidenten Joe Biden und die Vize-Präsidentin Kamala Harris bekannt. Im gleichen Monat genehmigte Swift die Nutzung von Only the Young für ein politisches Werbevideo des Demokraten Eric Swalwell, das für die Biden-Regierung warb.
Swift rief zur Wahlbeteiligung bei der Halbzeitwahl 2022, beziehungsweise der Präsidentschaftsvorwahl 2024 auf, jedoch ohne Bekanntgebung der von ihr bevorzugten Kandidaten.
Nach Swifts letzterem Aufruf schrieb Trump, dass Swift „untreu“ wäre, würde sie für Biden werben, nachdem Trump ihr „so viel Geld beschert hat“ (original “[…] disloyal to the man who made her so much money”). Dabei spielte er auf den Music Modernization Act an, der von dem Senat und dem Repräsentantenhaus bearbeitet und von Trump unterschrieben wurde.
Anfang des Jahres 2024 kursierten Verschwörungstheorien in rechten Kreisen, die die Beziehung zwischen Swift und dem Chiefs-Spieler Travis Kelce als künstlich beschreiben. Das Paar erhielt während des Super Bowl LVIII viel mediale Aufmerksamkeit. Verschwörer vermuteten, Swift würde nach dem Sieg der Chiefs für Biden werben und dem Demokraten so zum Sieg verhelfen.
Im August 2024 teilte Trump eine Fotocollage mit der Überschrift „I accept!“ (deutsch „Ich akzeptiere!“) und verschiedenen KI-generierten Bildern, auf denen Swift und ihre Fans („Swifties“) für seine Präsidentschaftskandidatur werben sollten. Darauf erwies sich lediglich ein Fan als echt. Trump musste die Bilder von seinem Account löschen.
Am 10. September 2024, unmittelbar nach der Präsidentschaftsdebatte zwischen Kamala Harris und Donald Trump, erklärte Taylor Swift ihre Unterstützung für die demokratische Kandidatin für die Präsidentschaft Kamala Harris und deren Kandidaten für die Vizepräsidentschaft Tim Walz. Dies begründete sie damit, dass Harris „für die Rechte und Anliegen kämpft, von denen [sie glaubt], dass sie einen Kämpfer brauchen, der sie vertritt“. Sie unterzeichnete ihren Instagram-Post mit „Childless Cat Lady“ (deutsch „Kinderlose Katzenfrau“), da der Kandidat der Republikanischen Partei für die Vizepräsidentschaft J.D. Vance 2021 einige führende Demokratinnen als „einen Haufen kinderloser Katzenladys“ bezeichnet hatte. Zu den prominentesten Followern von Swift, die den Instagram-Post mit einem Like versahen, zählten Jennifer Aniston, Selena Gomez und Oprah Winfrey. Trump kommentierte den Post mit der Aussage, dass Swift dafür auf dem Musikmarkt „wahrscheinlich einen Preis zahlen“ würde. Elon Musk bezog sich dagegen auf den Post von Swift mit dem Angebot „ihr ein Kind zu schenken und ihre Katzen mit seinem Leben zu schützen“, was selbst bei seinen Anhängern Unverständnis und Empörung hervorrief. Swift äußerte sich zudem über die KI-generierten Bilder von Trump, die Swift für den Wahlkampf instrumentalisierten: „Das hat meine Ängste in Bezug auf KI und die Gefahren der Verbreitung von Fehlinformationen deutlich verstärkt. Ich kam zu dem Entschluss, dass ich als Wähler sehr transparent über meine tatsächlichen Pläne für diese Wahl sein muss. Der einfachste Weg, Fehlinformationen zu bekämpfen, ist die Wahrheit“ (original “It really conjured up my fears around AI, and the dangers of spreading misinformation. It brought me to the conclusion that I need to be very transparent about my actual plans for this election as a voter. The simplest way to combat misinformation is with the truth”). Die ehemalige Biden-Beraterin Lindsay Gorman, die inzwischen für den German Marshall Fund arbeitet, stimmt Swift dahingehend zu, dass ihre Reaktion richtig sei, ihre Wahlentscheidung für Kamala Harris öffentlich zu machen. Aufklärung und Transparenz seien die wichtigsten Waffen gegen Fake News.
Donald Trump schrieb als Reaktion auf seinem Truth-Social-Account am 15. September 2024 in Großbuchstaben:

„Ich hasse Taylor Swift!“

Am gleichen Morgen schrieb er auf seinem Account ebenfalls in Großbuchstaben:

„Alle reichen, arbeitsplatzschaffenden Menschen, die Genossin Kamala Harris unterstützen, sind dumm.“

Bei den MTV Video Music Awards forderte Taylor Swift alle mindestens 18 Jahre alten Anhänger auf, sich für die Präsidentschaftswahl 2024 im Wählerverzeichnis zu registrieren.
Laut einer Umfrage des Instituts Redfield & Wilton Strategies im Vorfeld der US-Präsidentschaftswahl 2024 gaben 18 Prozent der befragten Wahlberechtigten an, eher für einen von Swift bevorzugten Kandidaten stimmen zu wollen. Nach der Wahlniederlage der von ihr bevorzugten demokratischen Kandidatin Kamala Harris wurde diese Schätzung angezweifelt. Die Unterstützung Swifts und anderer
Prominente könnte einigen Medienberichten zufolge auch eine gegenteilige Auswirkung gehabt haben: „Es verstärkt den Eindruck, dass [die Demokraten] die Partei der Eliten sind, dass [sie] nicht verstehen, was die Menschen der Arbeiterklasse durchmachen“ (original “It reinforces this perception that we are the party of elites, that we don’t understand what working class folks are going through”).

## Rezeption und popkultureller Einfluss

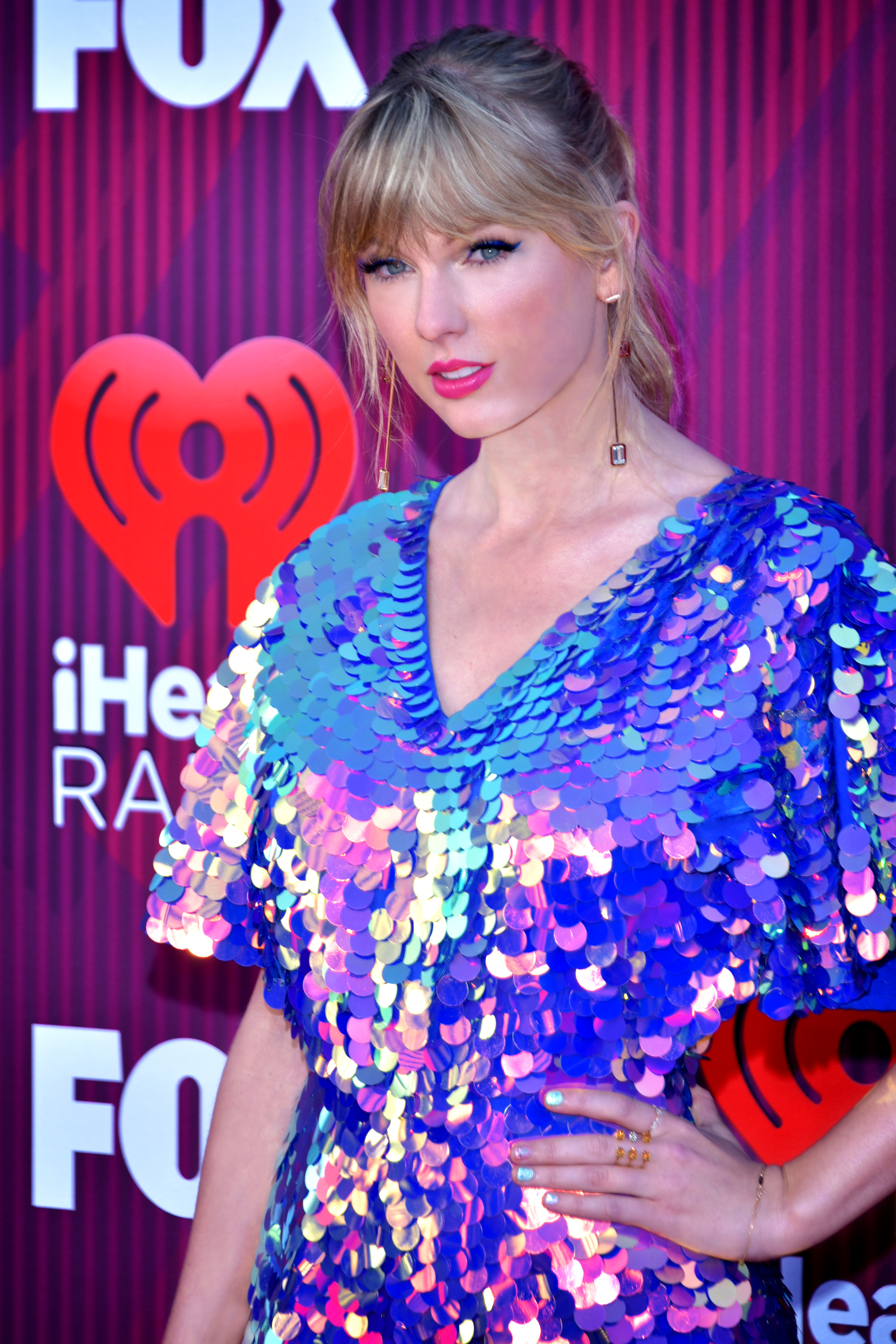
Taylor Swift, 2019

Swift verkaufte in ihrer Karriere mehr als 200 Millionen Tonträger und gehört somit zu den kommerziell erfolgreichsten Musikern aller Zeiten. Sie hat von Beginn ihrer Karriere an für ihr musikalisches Tun meist positive Kritiken erhalten. So attestierte die New York Times ihr bereits im Jahr 2008 gute Liedermacherqualitäten bei fehlender Naivität. Sie hat unter anderem zahlreiche Mainstream- und Indie-Musikkünstler beeinflusst. Das Billboard-Magazine stellte fest, dass nur wenige Künstler wie Swift Charterfolg, Kritikerlob und Fanunterstützung haben und dass dies ihr ermögliche, eine weitreichende Wirkung zu erzielen. So erstreckt sich ihr Charterfolg auch auf Asien und Großbritannien, wo Country-Musik zuvor nicht sehr populär war. Sie war eine der ersten Country-Musiker, die Online-Marketing-Techniken wie MySpace einsetzte, um für ihre Arbeit zu werben.
Laut Entertainment Weekly hat der kommerzielle Erfolg ihres gleichnamigen Debütalbums der jungen Plattenfirma Big Machine geholfen, Garth Brooks und Jewel unter Vertrag zu nehmen. Nach Swifts Aufstieg interessierten sich Country-Labels wieder mehr dafür, Musiker unter Vertrag zu nehmen, die ihre eigene Musik schreiben. Laut Kritikern habe Swift eine Musik entwickelt, die Wiedererkennungswert habe und selbst in Alben von Country-Sängerinnen, die von ihr inspiriert wurden, herauszuhören sei. Dies soll etwa bei Kacey Musgraves, Maren Morris und Kelsea Ballerini hörbar sein. Die Zeitschrift Rolling Stone führte Swifts Country-Musik als einen der größten Einflüsse auf die Popmusik der 2010er Jahre auf und platzierte sie auf Platz 80 in ihrer Liste der 100 größten Country-Künstler aller Zeiten. Ihre Bühnenauftritte trugen zum „Taylor-Swift-Faktor“ bei, einem Phänomen, dem der Anstieg der Gitarrenverkäufe an Frauen, eine zuvor nahezu ignorierte Bevölkerungsgruppe, zugeschrieben wird. Pitchfork Media meint, Swift habe die zeitgenössische Musiklandschaft mit ihrem „beispiellosen Weg vom jugendlichen Country-Wunderkind zur globalen Pop-Sensation“ und einer „einzigartig scharfsinnigen“ Diskographie, die konsequent sowohl musikalische als auch kulturelle Veränderungen berücksichtigt, verändert. Laut The Guardian führt Swift mit ihrer „ehrgeizigen künstlerischen Vision“ die Wiedergeburt des „Poptimismus“ im 21. Jahrhundert an.
Swifts millionenfach verkaufte Alben werden nach dem Ende der Album-Ära in den 2010er Jahren von Publikationen als Anomalie in der von Streaming dominierten Musikbranche angesehen. Swift ist die einzige Künstlerin, von der sich vier Alben in einer Woche über eine Million Mal verkauft haben, seit Nielsen SoundScan 1991 mit der Verfolgung der Verkäufe begonnen hat. The Atlantic stellt fest, dass Swifts „Herrschaft“ der Konvention widerspricht, dass die erfolgreiche Phase der Karriere eines Künstlers selten länger als ein paar Jahre dauert. Swift gilt als Verfechterin von privat geführten Plattenläden und trug zu einem Vinyl-Revival im 21. Jahrhundert bei. Variety nannte Swift die „Queen of Stream“, als sie auch auf Musik-Streaming-Plattformen mehrere Rekorde aufstellte. Auf Spotify war sie die erste Künstlerin, die 100 Millionen monatliche Zuhörer erreichte.
Ihrer Musik wird zugeschrieben, eine Generation von Singer-Songwritern beeinflusst zu haben: Laut Billboard, Business Insider und The New York Times haben ihre Alben eine Generation von Sängern und Songschreibern inspiriert. Im Juni 2015 veranlasste Swift die Firma Apple, die Bezahlung von Künstlern zu überdenken und großzügiger zu gestalten. Apple hatte geplant, im Rahmen seines neuen Streamingdienstes Apple Music den Nutzern drei kostenlose Probemonate zu gewähren, wobei die Künstler leer ausgehen sollten. Indem sie sich weigerte, Apple ihr Album 1989 zur Verfügung zu stellen, bewirkte Swift ein Umdenken. Apple wird zwar die Titel weiterhin kostenfrei anbieten, die Künstler nun jedoch finanziell entschädigen. Journalisten erklärten, dass sie Debatten über Reformen des Musikstreamings gefördert und das Bewusstsein für geistige Eigentumsrechte bei jüngeren Musikern geweckt habe. Verschiedene Quellen halten Swifts Musik aufgrund ihres Erfolgs, ihrer Vielseitigkeit, ihrer Internetpräsenz und ihrer Shows für repräsentativ und paradigmatisch für die Millennials. „In Anerkennung ihres immensen Einflusses auf die Musik auf der ganzen Welt“ erhielt Swift den Global Icon Award.
Swift ist Gegenstand akademischer Studien; die University of Texas at Austin, New York University und Queen’s University im kanadischen Kingston bieten Kurse über Swifts Diskographie in literarischen und gesellschaftspolitischen Kontexten an. Der Naturschutzwissenschaftler Jeff Opperman hob einen Bericht der Association for Psychological Science aus dem Jahr 2017 über den Niedergang naturbezogener Wörter in der Populärkultur hervor und meinte, dass Swifts Lieder „mit der Sprache und den Bildern der natürlichen Welt gefüllt“ seien und die Natur in die zeitgenössische Kultur zurückbringen. Einige ihrer Lieder werden von Evolutionspsychologen untersucht, um die Beziehung zwischen populärer Musik und menschlichen Paarungsstrategien zu verstehen.
Mit 274 Millionen Followern gehört der Instagram-Account von Swift zu den Top-15 der Welt.
Sie hat laut IFPI mehr als 300 Millionen Tonträger verkauft (Stand: August 2023) und gehört damit zu den weltweit erfolgreichsten Künstlern.
Sie löste Barbra Streisand mit zwölf Nummer-eins-Alben als in der Hinsicht führende Künstlerin ab. und brach den von Elvis Presley gehaltenen Rekord, die längste Zeit als Solokünstler die Billboard-Albumcharts anzuführen. Zudem ist sie die erste Person, die gleichzeitig alle zehn Plätze der Top Ten der amerikanischen Singlecharts besetzte. Swift hält mehr als 100 Guinness-Weltrekorde.

## Vermögen
Swift verfügt Stand 2023 über Immobilien in New York, Nashville, Rhode Island, Los Angeles (Samuel Goldwyn Estate) und Westerly. Ihr Nettovermögen wurde 2025 von Forbes auf 1,6 Mrd. US-Dollar beziffert.

## Spenden
Swift ist bekannt für ihre philanthropischen Bemühungen. 2015 belegte sie den ersten Platz auf der „Gone Good“-Liste von DoSomething, nachdem sie den „Star of Compassion“ von den Tennessee Disaster Services und den „Big Help Award“ von den Nickelodeon Kids’ Choice Awards für ihr „Engagement anderen zu helfen“ und „inspirierendes Handeln“ erhalten hatte. 2008 spendete sie 100.000 US-Dollar an das Rote Kreuz, um den Opfern der Überschwemmung in Iowa zu helfen.
2009 sang sie beim BBC-Konzert Children in Need und sammelte 13.000 Pfund für den guten Zweck. Swift trat bei verschiedenen Wohltätigkeitsveranstaltungen auf, darunter beim Sound Relief-Konzert in Sydney. Als Reaktion auf die Überschwemmungen in Tennessee im Mai 2010 spendete Swift während eines Spendenmarathons, der von WSMV veranstaltet wurde, 500.000 US-Dollar. 2011 nutzte Swift eine Generalprobe ihrer Speak Now-Tour als Benefizkonzert für die Opfer der jüngsten Tornados in den USA und sammelte mehr als 750.000 US-Dollar. 2016 spendete sie eine Million US-Dollar für die Fluthilfemaßnahmen in Louisiana und 100.000 US-Dollar an den Dolly Parton Fire Fund.
Swift unterstützte Lebensmittel-Hilfsorganisationen (Tafeln) nach dem Hurrikan Harvey in Houston im Jahr 2017, 2023 lokale Lebensmittelspende-Organisationen bei jeder Station der The Eras Tour, außerdem 2024 beispielsweise diverse Food Banks im Vereinigten Königreich. Des Weiteren beschäftigte sie während der gesamten Tour direkt lokale Unternehmen und zahlte Bonuszahlungen in Höhe von 55 Millionen US-Dollar an ihre gesamte Crew. 2020 und 2023 spendete Swift jeweils eine Million US-Dollar für die Tornadohilfe in Tennessee.

## Auszeichnungen

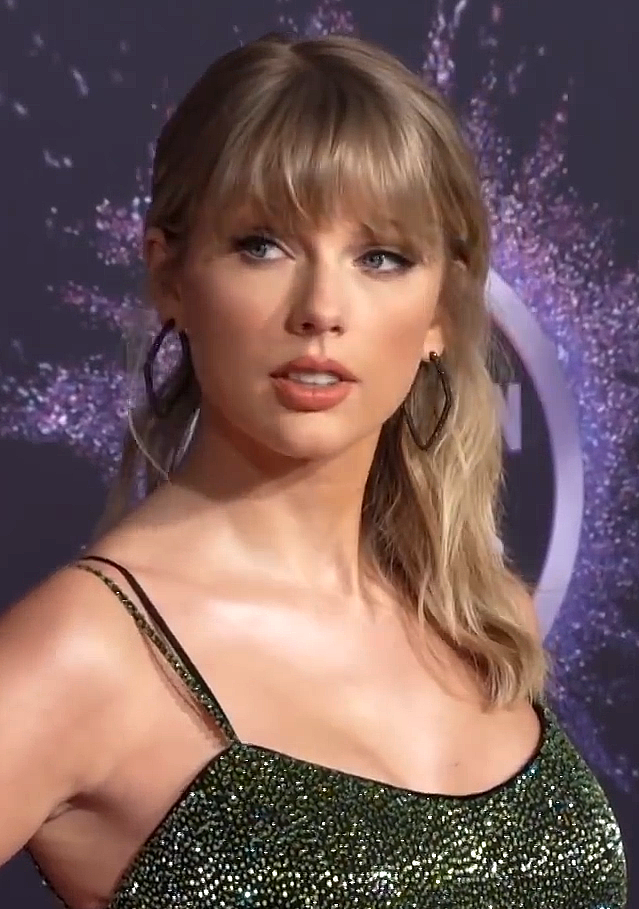
Swift bei den American Music Awards im Jahr 2019

Zu Swifts Auszeichnungen zählen 14 Grammy Awards, darunter vier für das Album des Jahres, 40 American Music Awards (was keinem anderen Interpreten gelang), 29 Billboard Music Awards (die meisten für eine Sängerin), 23 MTV Video Music Awards und ein Emmy Award. Sie ist in Rankings wie Rolling Stone’s 100 Greatest Songwriters of All Time, Billboard’s Greatest of All Time Artists, The Time 100 und Forbes Celebrity 100 vertreten. Sie hat seit 2007 mehr als 50 Auszeichnungen insbesondere im Country-Bereich erhalten. Dazu zählen unter anderem die Country Music Association Awards, die CMT Music Awards und die Academy of Country Music Awards, bei denen sie mehrfach ausgezeichnet wurde.
Weitere Auszeichnungen erhielt sie bei den BMI Awards, den American Music Awards, den Teen Choice Awards, den People’s Choice Awards, den Emmy Awards und den Billboard Music Awards. 2015 gewann sie insgesamt acht der 40 zu vergebenden Billboard Awards. Bei den People’s Choice Awards gewann ihr Song Only the Young (von der Dokumentation Miss Americana) in der Kategorie The Soundtrack Song of 2020.
Von MTV wurde sie 23 mal mit dem Video Music Award und zwölfmal mit dem Europe Music Awards ausgezeichnet.
Billboard Music Awards
- 2009: in der Kategorie Artist of the Year (Female)
- 2011: in der Kategorie Top Billboard 200 Artist
- 2011: in der Kategorie Top Country Artist
- 2011: in der Kategorie Top Country Album für Speak Now
- 2013: in der Kategorie Top Artist
- 2013: in der Kategorie Top Female Artist
- 2013: in der Kategorie Top Billboard 200 Artist
- 2013: in der Kategorie Top Country Artist
- 2013: in der Kategorie Top Digital Songs Artist
- 2013: in der Kategorie Top Billboard 200 Album für Red
- 2013: in der Kategorie Top Country Album für Red
- 2013: in der Kategorie Top Country Song für We Are Never Ever Getting Back Together
- 2015: in der Kategorie Top Artist
- 2015: in der Kategorie Top Female Artist
- 2015: in der Kategorie Top Billboard 200 Artist
- 2015: in der Kategorie Top Hot 100 Artist
- 2015: in der Kategorie Top Digital Songs Artist
- 2015: in der Kategorie Billboard Chart Achievement Award (Fan Voted)
- 2015: in der Kategorie Top Billboard Album für 1989
- 2015: in der Kategorie Top Streaming Song (Video) für Shake It Off
- 2016: in der Kategorie Top Touring Artist
- 2018: in der Kategorie Top Female Artist
- 2018: in der Kategorie Top Selling Album für Reputation
- 2021: in der Kategorie Top Billboard 200 Artist
- 2021: in der Kategorie Top Female Artist
- 2022: in der Kategorie Top Billboard 200 Artist
- 2022: in der Kategorie Top Country Artist
- 2022: in der Kategorie Top Country Female Artist
- 2022: in der Kategorie Top Country Album für Red (Taylor’s Version)

Grammy Awards
- 2010: in der Kategorie Best Female Country Vocal Performance für White Horse
- 2010: in der Kategorie Best Country Song für White Horse
- 2010: in der Kategorie Best Country Album für Fearless
- 2010: in der Kategorie Album of the Year für Fearless
- 2012: in der Kategorie Best Country Solo Performance für Mean
- 2012: in der Kategorie Best Country Song für Mean
- 2013: in der Kategorie Best Song Written for Visual Media für Safe & Sound
- 2016: in der Kategorie Album of the Year für 1989
- 2016: in der Kategorie Best Pop Vocal Album für 1989
- 2016: in der Kategorie Best Music Video für Bad Blood (feat. Kendrick Lamar)
- 2021: in der Kategorie Album of the Year für folklore
- 2023: in der Kategorie Best Music Video für All Too Well: The Short Film
- 2024: in der Kategorie Album of the Year für Midnights
- 2024: in der Kategorie Best Pop Vocal Album für Midnights

MTV Video Music Awards
- 2009: in der Kategorie Best Female Video für You Belong with Me
- 2013: in der Kategorie Best Female Video für I Knew You Were Trouble
- 2015: in der Kategorie Video of the Year für Bad Blood (feat. Kendrick Lamar)
- 2015: in der Kategorie Best Female Video für Blank Space
- 2015: in der Kategorie Best Pop Video für Blank Space
- 2015: in der Kategorie Best Collaboration für Bad Blood (feat. Kendrick Lamar)
- 2017: in der Kategorie Best Collaboration für I Don't Wanna Live Forever (feat. Zayn)
- 2019: in der Kategorie Video of the Year für You Need to Calm Down
- 2019: in der Kategorie Video for Good für You Need to Calm Down
- 2019: in der Kategorie Best Visual Effects für Me! (feat. Brendon Urie)
- 2020: in der Kategorie Best Direction für The Man
- 2022: in der Kategorie Video of the Year für All Too Well: The Short Film
- 2022: in der Kategorie Best Longform Video für All Too Well: The Short Film
- 2022: in der Kategorie Best Direction für All Too Well: The Short Film
- 2023: in der Kategorie Video of the Year für Anti-Hero
- 2023: in der Kategorie Song of the Year für Anti-Hero
- 2023: in der Kategorie Best Pop für Anti-Hero
- 2023: in der Kategorie Best Direction für Anti-Hero
- 2023: in der Kategorie Best Cinematography für Anti-Hero
- 2023: in der Kategorie Best Visual Effects für Anti-Hero
- 2023: in der Kategorie Artist of the Year
- 2023: in der Kategorie Show of the Summer
- 2023: in der Kategorie Album of the Year für Midnights

MTV Europe Music Awards
- 2012: in der Kategorie Best Live Act für die Speak Now World Tour
- 2012: in der Kategorie Best Female
- 2012: in der Kategorie Best Look
- 2015: in der Kategorie Best Song für Bad Blood (feat. Kendrick Lamar)
- 2015: in der Kategorie Best US Act
- 2019: in der Kategorie Best Video für ME! (feat. Brendon Urie)
- 2019: in der Kategorie Best US Act
- 2021: in der Kategorie Best US Act
- 2022: in der Kategorie Best Artist
- 2022: in der Kategorie Best Pop
- 2022: in der Kategorie Best Video für All Too Well: The Short Film
- 2022: in der Kategorie Best Longform Video für All Too Well: The Short Film
- 2024 in der Kategorie Best Artist
- 2024 in der Kategorie Best Live Act
- 2024 in der Kategorie Best US-Act
- 2024 in der Kategorie Best Video

Bei den Billboard Women in Music wurde Swift unter anderem 2019 als Women of the Decade gekürt.
Im April 2022 wurde mit Nannaria swiftae ein Tausendfüßer nach ihr benannt.
Im Rahmen der The Eras Tour wurde Swift in Arlington, Tampa und Atlanta der Schlüssel zur Stadt überreicht. In zahlreichen Städten wurden Orts- und Straßennamen Swift zu Ehren ihren Aufenthalt lang umbenannt und Swift-bezogene Feiertage eingeführt. Tampa und Santa Clara ernannten Swift zur Ehrenbürgermeisterin. Im Jahr 2023 wurde sie von der Zeitschrift Time zur Person des Jahres ernannt; erstmals ehrte die Time damit eine Person wegen ihres künstlerischen Schaffens als Person des Jahres. Im selben Jahr kürte Spotify Swift zum meistgestreamten Künstler und Google sie zum meistgesuchten Singer-Songwriter jenes Jahres.

## Kontroversen

### Kanye West
Bei den MTV Video Music Awards 2009, bei denen Swift für das beste Musikvideo ausgezeichnet wurde, störte Rapper Kanye West die Dankesrede von Taylor Swift. Er nahm ihr das Mikrofon weg und verwies auf das Video von Beyoncé, das er für besser hielt. Als Taylor Swift bei den MTV Video Music Awards 2015 West den Michael Jackson Video Vanguard Award überreichte, scherzte dieser, dass MTV Swift für eine höhere Einschaltquote eingeladen habe. 2016 geriet West nach der Veröffentlichung seines Liedes Famous erneut unter Kritik. In einem Vers singt der Rapper: „Ich habe das Gefühl, dass Taylor und ich immer noch Sex haben könnten. Warum? Ich habe diese Schlampe berühmt gemacht“ (original „I feel like me and Taylor might still have sex. Why? I made that bitch famous“). Wests Partnerin Kim Kardashian veröffentlichte daraufhin ein Telefonat, in dem Swift der Verwendung des Verses zugestimmt haben soll. 2020 erwies sich die Aufnahme jedoch als bearbeitet.

### Plagiatsvorwürfe
Sean Hall und Nathan Butler von der Band 3LW behaupteten, dass Swifts Song Shake It Off von 2014 ein Plagiat ihres Songs Playas Gon’ Play sei. Der Text „players gonna play, play, play, play“ und „the haters gonna hate, hate, hate, hate, hate“ verletze das Urheberrecht ihres Songs aus dem Jahr 2000, der die Zeilen „Playas, they gonna play / And haters, they gonna hate“ enthalte. Andererseits versicherte Swift, sie hätte bis zur Klageeinreichung 2017 weder den Song Playas Gon’ Play noch die Band 3LW gekannt. Im Jahr 2022 wurde die Klage nach fünf Jahren Gerichtsverhandlungen von den Klägern zurückgezogen.

### Markenrechte
Swift hat sich bei ihrem Album 1989 nicht nur die Rechte an den Titeln und an der Musik schützen lassen, sondern auch an einzelnen Textzeilen wie „This sick beat“, „Party like it’s 1989“ oder „Nice to meet you. Where you been?“. Die Band Peculate kritisierte dies als direkten „Angriff auf die freie Rede“ und nahm einen Song mit dem Titel This Sick Beat auf, dessen Text „auch einzig und allein aus der von Taylor Swift geschützten Phrase besteht“.

## Filmografie

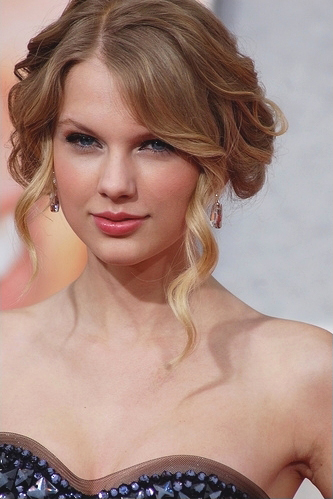
Taylor Swift, 2009

- 2009: Jonas Brothers – The 3D Concert
- 2009: CSI: Vegas (CSI: Crime Scene Investigation, Fernsehserie, Episode 9x16)
- 2009: Hannah Montana – Der Film (Hannah Montana: The Movie)
- 2010: Valentinstag (Valentine’s Day)
- 2012: Der Lorax (The Lorax, Sprechrolle)
- 2013: New Girl (Fernsehserie, Episode 2x25 Elaine’s Big Day)
- 2014: Hüter der Erinnerung – The Giver (The Giver)
- 2015: The 1989 World Tour Live
- 2018: Taylor Swift: Reputation Stadium Tour
- 2019: Cats
- 2020: Miss Americana
- 2020: City of Lover
- 2020: Folklore: The Long Pond Studio Sessions (auch Regie, Produktion, Drehbuch und Musik)
- 2021: All Too Well: The Short Film (insbesondere Drehbuch, Regie und Musik)
- 2022: Amsterdam
- 2023: Taylor Swift: The Eras Tour

## Diskografie

Swifts Les-Paul-Gitarre und Mikrofon im Musical Instrument Museum

Mit weltweit über 200 Millionen verkauften Platten ihrer Diskografie gehört Swift zu den kommerziell erfolgreichsten Musikern aller Zeiten. Sie löste Barbra Streisand mit zwölf Nummer-eins-Alben als in dieser Hinsicht führende Künstlerin ab und brach den von Elvis Presley gehaltenen Rekord, die längste Zeit als Solokünstler die Billboard-Albencharts anzuführen. Zudem gelang ihr als erstem Künstler, gleichzeitig alle zehn Plätze der Top Ten der amerikanischen Singlecharts zu besetzen. Insgesamt erzielte Swift in ihrem Heimatland zwölf Nummer-eins-Songs und vierzehn Nummer-eins-Alben. Swift hält mehr als 100 Guinness-Weltrekorde und ist die am meisten gestreamte Künstlerin auf Spotify.
Studioalben

| Jahr | Titel Musiklabel                                     | Höchstplatzierung, Gesamtwochen, AuszeichnungChartplatzierungen (Jahr, Titel, Musiklabel, Platzierungen, Wochen, Auszeichnungen, Anmerkungen) | Höchstplatzierung, Gesamtwochen, AuszeichnungChartplatzierungen (Jahr, Titel, Musiklabel, Platzierungen, Wochen, Auszeichnungen, Anmerkungen) | Höchstplatzierung, Gesamtwochen, AuszeichnungChartplatzierungen (Jahr, Titel, Musiklabel, Platzierungen, Wochen, Auszeichnungen, Anmerkungen) | Höchstplatzierung, Gesamtwochen, AuszeichnungChartplatzierungen (Jahr, Titel, Musiklabel, Platzierungen, Wochen, Auszeichnungen, Anmerkungen) | Höchstplatzierung, Gesamtwochen, AuszeichnungChartplatzierungen (Jahr, Titel, Musiklabel, Platzierungen, Wochen, Auszeichnungen, Anmerkungen) | Höchstplatzierung, Gesamtwochen, AuszeichnungChartplatzierungen (Jahr, Titel, Musiklabel, Platzierungen, Wochen, Auszeichnungen, Anmerkungen) | Anmerkungen                                                   | [↑]: gemeinsam behandelt mit vorhergehendem Eintrag; [←]: in beiden Charts platziert |
| Jahr | Titel Musiklabel                                     | DE | AT | CH | UK | US | Country | Anmerkungen                                                   |                                                                                      |
| ---- | ---------------------------------------------------- | --- | --- | --- | --- | --- | --- | ------------------------------------------------------------- | ------------------------------------------------------------------------------------ |
| 2006 | Taylor Swift Big Machine Records (UMG)               | — | AT49 (2 Wo.)AT | — | UK81 Gold · (3 Wo.)UK | US5 ×7Siebenfachplatin · (285 Wo.)US | Country1 (239 Wo.)Country | Erstveröffentlichung: 24. Oktober 2006 Verkäufe: + 7.750.000  |                                                                                      |
| 2008 | Fearless Big Machine Records (UMG)                   | DE2 a Gold · (26 Wo.)DE | AT2 a Gold · (20 Wo.)AT | CH3 a Gold · (16 Wo.)CH | UK5 ×2Doppelplatin · (64 Wo.)UK | US1 Diamant · (261 Wo.)US | Country1 (346 Wo.)Country | Erstveröffentlichung: 8. November 2008 Verkäufe: + 12.303.500 |                                                                                      |
| 2008 | Fearless (Taylor’s Version) Republic Records (UMG)   | DE45 (4 Wo.)DE | AT15 (5 Wo.)AT[CH: ↑] | CH3 a Gold · (16 Wo.)CH | UK1 Gold · (39 Wo.)UK | US1 (175 Wo.)US | Country1 (213 Wo.)Country | Neueinspielung: 9. April 2021 Verkäufe: + 1.474.000           |                                                                                      |
| 2010 | Speak Now Big Machine Records (UMG)                  | DE2 b Gold · (20 Wo.)DE | AT1 b Gold · (19 Wo.)AT | CH1 b Gold · (31 Wo.)CH | UK6 Platin · (25 Wo.)UK | US1 ×6Sechsfachplatin · (194 Wo.)US | Country1 (272 Wo.)Country | Erstveröffentlichung: 25. Oktober 2010 Verkäufe: + 7.189.000  |                                                                                      |
| 2010 | Speak Now (Taylor’s Version) Republic Records (UMG)  | DE35 (25 Wo.)DE | AT17 (24 Wo.)AT[CH: ↑] | CH1 b Gold · (31 Wo.)CH | UK1 Platin · (54 Wo.)UK | US1 (86 Wo.)US | Country1 (103 Wo.)Country | Neueinspielung: 7. Juli 2023 Verkäufe: + 1.247.000            |                                                                                      |
| 2012 | Red Big Machine Records (UMG)                        | DE5 Platin · (70 Wo.)DE | AT3 Platin · (52 Wo.)AT | CH7 c Platin · (37 Wo.)CH | UK1 ×3Dreifachplatin · (85 Wo.)UK | US1 ×7Siebenfachplatin · (185 Wo.)US | Country1 (328 Wo.)Country | Erstveröffentlichung: 22. Oktober 2012 Verkäufe: + 9.540.000  |                                                                                      |
| 2012 | Red (Taylor’s Version) Republic Records (UMG)        | DE22 (28 Wo.)DE | AT11 Gold · (23 Wo.)AT[CH: ↑] | CH7 c Platin · (37 Wo.)CH | UK1 Platin · (142 Wo.)UK | US1 (… Wo.)US | Country1 (… Wo.)Country | Neueinspielung: 12. November 2021 Verkäufe: + 2.481.000       |                                                                                      |
| 2014 | 1989 Big Machine Records (UMG)                       | DE4 Platin · (143 Wo.)DE | AT4 ×3Dreifachplatin · (139 Wo.)AT | CH1 d Platin · (166 Wo.)CH | UK1 ×6Sechsfachplatin · (376 Wo.)UK | US1 ×9Neunfachplatin · (… Wo.)US | — | Erstveröffentlichung: 27. Oktober 2014 Verkäufe: + 13.895.000 |                                                                                      |
| 2014 | 1989 (Taylor’s Version) Republic Records (UMG)       | DE1 Gold · (77 Wo.)DE | AT1 Gold · (73 Wo.)AT[CH: ↑] | CH1 d Platin · (166 Wo.)CH | UK1 ×2Doppelplatin · (85 Wo.)UK | US1 (… Wo.)US | — | Neueinspielung: 27. Oktober 2023 Verkäufe: + 3.409.500        |                                                                                      |
| 2017 | Reputation Big Machine Records (UMG)                 | DE2 Platin · (… Wo.)DE | AT1 Platin · (… Wo.)AT | CH1 Gold · (… Wo.)CH | UK1 ×3Dreifachplatin · (… Wo.)UK | US1 ×3Dreifachplatin · (… Wo.)US | — | Erstveröffentlichung: 10. November 2017 Verkäufe: + 5.326.500 |                                                                                      |
| 2019 | Lover Republic Records (UMG)                         | DE2 Platin · (… Wo.)DE | AT2 Platin · (… Wo.)AT | CH2 Gold · (… Wo.)CH | UK1 ×3Dreifachplatin · (… Wo.)UK | US1 ×3Dreifachplatin · (… Wo.)US | — | Erstveröffentlichung: 23. August 2019 Verkäufe: + 5.499.000   |                                                                                      |
| 2020 | Folklore Republic Records (UMG)                      | DE5 Gold · (… Wo.)DE | AT2 Platin · (118 Wo.)AT | CH1 Gold · (74 Wo.)CH | UK1 ×3Dreifachplatin · (… Wo.)UK | US1 ×2Doppelplatin · (… Wo.)US | — | Erstveröffentlichung: 24. Juli 2020 Verkäufe: + 4.128.500     |                                                                                      |
| 2020 | Evermore Republic Records (UMG)                      | DE5 Gold · (75 Wo.)DE | AT2 Gold · (57 Wo.)AT | CH4 (16 Wo.)CH | UK1 Platin · (193 Wo.)UK | US1 Platin · (224 Wo.)US | — | Erstveröffentlichung: 11. Dezember 2020 Verkäufe: + 2.123.000 |                                                                                      |
| 2022 | Midnights Republic Records (UMG)                     | DE1 Platin · (… Wo.)DE | AT1 Platin · (117 Wo.)AT | CH1 Gold · (101 Wo.)CH | UK1 ×2Doppelplatin · (139 Wo.)UK | US1 ×3Dreifachplatin · (… Wo.)US | — | Erstveröffentlichung: 21. Oktober 2022 Verkäufe: + 4.390.000  |                                                                                      |
| 2024 | The Tortured Poets Department Republic Records (UMG) | DE1 ×3Dreifachgold · (… Wo.)DE | AT1 Gold · (… Wo.)AT | CH1 Platin · (44 Wo.)CH | UK1 ×3Dreifachplatin · (… Wo.)UK | US1 ×6Sechsfachplatin · (… Wo.)US | — | Erstveröffentlichung: 19. April 2024 Verkäufe: + 8.349.500    |                                                                                      |

## Tourneen
| Jahr      | Name                    | Anzahl an Konzerten             |
| --------- | ----------------------- | ------------------------------- |
| 2009–2010 | Fearless Tour           | 111                             |
| 2011–2012 | Speak Now World Tour    | 110                             |
| 2013–2014 | The Red Tour            | 86                              |
| 2015      | The 1989 World Tour     | 85                              |
| 2018      | Reputation Stadium Tour | 53                              |
| 2023–2024 | The Eras Tour           | 149 (152 geplant -> 3 abgesagt) |

Im September 2019 wurde außerdem eine Welttournee bezüglich Swifts siebtem Studioalbum Lover für den Sommer 2020 angekündigt. Mit der Ausbreitung der COVID-19-Pandemie wurde das sogenannte Lover Fest im Februar 2020 abgesagt.

## Dokumentarfilm
- The True Story of Taylor Swift. 42 Min. Drehbuch und Regie: Hannah Summer. Vereinigtes Königreich 2023 (Online in der ZDF Mediathek. Video verfügbar bis 14. Juli 2026).[209]